# Выришальненский сельский совет
Выришальненский сельский совет (укр. Вирішальненська сільська рада) — входит в состав
Лохвицкого района
Полтавской области
Украины.
Административный центр сельского совета находится в 
с. Выришальное.

## История
- 1935 — дата образования.

## Населённые пункты совета
- с. Выришальное
- с. Бешты
- с. Высокое
- с. Горки
- с. Слюзиха
- с. Часниковка
- с. Шкадретов

## Ликвидированные населённые пункты совета
- с. Николаевка
- с. Ромашки